# Notenbildungsverordnung (Baden-Württemberg)
Die Notenbildungsverordnung (NVO), im Langtitel Verordnung des Kultusministeriums über die Notenbildung, ist eine Verordnung des Kultusministeriums des Landes Baden-Württemberg von 1983, die grundlegende Regeln für die Beurteilung von Schülerleistungen, für Zeugnisse, Klassenarbeiten und Hausaufgaben enthält.

## Zeugnisse und Halbjahresinformationen
Die Notenbildungsverordnung regelt, dass die Schüler für jedes Schuljahr ein Jahreszeugnis erhalten, das an einem der letzten sieben Schultage des Schuljahres auszugeben ist.
In den Abschlussklassen erhalten die Schüler zusätzlich ein Halbjahreszeugnis, in allen anderen Klassen eine Halbjahresinformation. Die Halbjahreszeugnisse sind in der Zeit von 1. bis 10. Februar auszugeben.
Die Zeugnisse und Halbjahresinformationen enthalten Noten für die Leistungen in den Unterrichtsfächern. Bei den Halbjahresinformationen sind auch halbe Noten und Noten mit Notentendenz (Plus oder Minus) zulässig. Darüber hinaus enthalten
- die Jahreszeugnisse der dritten bis sechsten Klasse eine allgemeine Beurteilung, die Aussagen zur Arbeitshaltung (Fleiß, Sorgfalt), zur Selbstständigkeit (Eigeninitiative, Verantwortungsbereitschaft) und zur Zusammenarbeit (Hilfsbereitschaft, Fairness) enthält;
- die übrigen Jahreszeugnisse mit Ausnahme der Abschlusszeugnisse Noten für Verhalten und Mitarbeit;
- die Jahreszeugnisse der siebten und achten Hauptschulklasse eine verbale Leistungsbeschreibung.

## Noten und Notenbildung

### Leistungsnoten
Für die Leistungen in den Unterrichtsfächern werden Leistungsnoten von eins bis sechs vergeben. Diese sind laut der Notenbildungsverordnung wie folgt zu vergeben:
- „sehr gut“ (1), wenn die Leistung den Anforderungen in besonderem Maße entspricht;
- „gut“ (2), wenn die Leistung den Anforderungen voll entspricht,
- „befriedigend“ (3), wenn die Leistung im Allgemeinen den Anforderungen entspricht;
- „ausreichend“ (4), wenn die Leistung zwar Mängel aufweist, aber im Ganzen den Anforderungen noch entspricht;
- „mangelhaft“ (5), wenn die Leistung den Anforderungen nicht entspricht, die Mängel aber in absehbarer Zeit behoben werden können;
- „ungenügend“ (6), wenn die Leistung den Anforderungen nicht entspricht und die Mängel in absehbarer Zeit nicht behoben werden können.

Der Begriff „Anforderungen“ bezieht sich dabei jeweils auf die durch den Bildungsplan geforderten Kompetenzen.

### Noten für Verhalten und Mitarbeit
Für das Verhalten bzw. die Mitarbeit sind wie folgt Noten zu vergeben:
- „sehr gut“, wenn es besondere Anerkennung verdient;
- „gut“, wenn es den Erwartungen entspricht;
- „befriedigend“, wenn es den Erwartungen ohne wesentliche Einschränkung entspricht;
- „unbefriedigend“, wenn es den Erwartungen nicht entspricht.

Unter „Verhalten“ versteht die Notenbildungsverordnung sowohl „das Betragen im allgemeinen“ als auch die Fähigkeit und Bereitschaft zur Zusammenarbeit. Mit „Mitarbeit“ ist der erkennbare Arbeitswille gemeint. Für die Erteilung der Noten für Verhalten und Mitarbeit ist die Klassenkonferenz zuständig.

### Notenbildung
Die Noten in den einzelnen Fächern und Fächerverbünden ergeben sich aus der Bewertung der mündlichen, schriftlichen und praktischen Leistungen durch den Fachlehrer. Dieser gibt zu Beginn seines Unterrichtes bekannt, wie die einzelnen Teilleistungen in der Regel gewichtet werden. Der Schüler hat jederzeit das Recht, eine Auskunft über den Stand seiner mündlichen und praktischen Leistungsbewertung zu erhalten (§7 NVO). Ein „Transparenzerlass“, der sogar über die zuvor erwähnten Ausführungen hinausginge, existiert dagegen nicht.

## Klassenarbeiten
Laut der Notenbildungsverordnung sollen Klassenarbeiten gleichmäßig auf das Schuljahr verteilt werden. An einem Tag soll nur eine Arbeit geschrieben werden. Vor der Rückgabe und Besprechung einer schriftlichen Arbeit oder am Tag der Rückgabe darf im gleichen Fach keine neue schriftliche Arbeit geschrieben werden.

### Versäumnis
Wenn ein Schüler bei einer Klassenarbeit entschuldigt fehlt, entscheidet der Lehrer, ob er nachschreiben muss. Fehlt er unentschuldigt, erhält er die Note „ungenügend“.

### Täuschung
Bei Täuschungen während einer schriftlichen Arbeit darf der Lehrer entscheiden, ob die Arbeit normal bewertet werden kann. Falls nicht, kann er:
- einen Notenabzug vornehmen;
- den Schüler nachschreiben lassen;
- die Arbeit bei schwerer oder wiederholter Täuschung mit „ungenügend“ bewerten. (§ 8 Abs. 6 NVO)

### Anzahl
In den Kernfächern müssen mindestens vier Arbeiten pro Schuljahr geschrieben werden. Im Fach Deutsch muss bis zur neunten Klasse (im Gymnasium bis zur siebten Klasse) pro Jahr mindestens eine Nachschrift darunter sein. Teilweise können Klassenarbeiten auch durch fachpraktische Arbeiten ersetzt werden (so z. B. im Fach Technik oder dem Fächerverbund NWA der Realschule).
In den so genannten Nebenfächern können bis zu vier schriftliche Arbeiten pro Schuljahr geschrieben werden.

### Vergleichsarbeiten
In den Klassen sieben der Hauptschule, sieben und neun der Realschule sowie sieben und neun des Gymnasiums werden landeseinheitliche Vergleichsarbeiten geschrieben. Seit dem Schuljahr 2008/2009 fließen die Ergebnisse der Diagnose- und Vergleichsarbeiten nicht in die Notenbildung ein.

## Hausaufgaben
Die Notenbildungsverordnung legt fest, dass Hausaufgaben in innerem Zusammenhang mit dem Unterricht stehen müssen und so zu stellen sind, dass sie vom Schüler ohne fremde Hilfe in angemessener Zeit erledigt werden können. Hausaufgaben dienen der Festigung der im Unterricht vermittelten Kenntnisse, der Übung, Vertiefung und Anwendung erworbener Fertigkeiten sowie der Förderung des selbstständigen Arbeitens. Die Gesamtlehrerkonferenz regelt nähere Einzelheiten mit Zustimmung der Schulkonferenz. Der Klassenlehrer ist verpflichtet, für die zeitliche Abstimmung der Hausaufgaben der einzelnen Fachlehrer zu sorgen und darauf zu achten, dass diese die an der Schule bestehenden Regeln einhalten.